# Les Heures souterraines
Les Heures souterraines est un roman de Delphine de Vigan paru le 26 août 2009 aux éditions Jean-Claude Lattès.

## Résumé
À Paris, chaque jour, Mathilde prend la ligne 9 du métro, puis la ligne 1, puis le RER D jusqu'au quartier Vert-de-Maisons dans le département du Val-de-Marne. Chaque jour, elle effectue les mêmes gestes, emprunte les mêmes couloirs de correspondance, monte dans les mêmes trains. Chaque jour, elle pointe, à la même heure, dans une entreprise où on ne l'attend plus. Car depuis quelques mois, sans que rien n'ait été dit, sans raison objective, Mathilde n'a plus rien à faire. Alors, elle laisse couler les heures. Ces heures dont elle ne parle pas, qu'elle cache à ses amis, à sa famille, ces heures dont elle a honte.
Thibault travaille pour les urgences médicales de Paris. Chaque jour, il monte dans sa voiture, se rend aux adresses que le standard lui indique. Dans cette ville qui ne lui épargne rien, il est coincé dans un embouteillage, attend derrière un camion, cherche une place. Ici ou là, chaque jour, des gens l'attendent qui parfois ne verront que lui. Thibault connaît mieux que quiconque les petites maladies et les grands désastres, la vitesse de la ville et l'immense solitude qu'elle abrite.
Mathilde après la mort de son mari, il y a dix ans, a recommencé à vivre normalement avec ses trois enfants grâce à Jacques Pelletier, le patron de l'entreprise qui l'a embauchée 8 ans auparavant, lui donnant un but dans la vie, une raison de se lever le matin. Sans raison, un jour, Jacques se met à la haïr, faisant tout son possible pour lui nuire ; allant même jusqu'à inventer qu'elle l'insulte.
Thibault se résout finalement à quitter Lila, sa petite amie qu'il aime passionnément, ce qui n'est pas réciproque, lui semble-t-il. Perdu sans elle, il continue machinalement sa vie tel un automate dénué de but.
Mathilde et Thibault ne se connaissent pas. Ils ne sont que deux silhouettes parmi des millions. Deux silhouettes qui pourraient se rencontrer, se percuter ou seulement se croiser. Un jour de mai. Autour d'eux, la ville se presse, se tend, jamais ne s'arrête. Autour d'eux s'agite un monde privé de douceur. 

## Analyse
Les Heures souterraines est un roman sur la violence silencieuse.  Au cœur d'une ville sans cesse en mouvement, multipliée, où l'on risque de se perdre sans aucun bruit. 
Le roman peut être qualifié de « roman d’entreprise » au même titre que Nous étions des êtres vivants de Nathalie Kuperman ; les deux œuvres ont d’ailleurs été rapprochées par la critique universitaire. 

## Récompenses
Les Heures souterraines a fait partie des quatre romans retenus pour l'ultime sélection du prix Goncourt 2009, ne recueillant qu'une seule voix lors du vote final des jurés du prix le 2 novembre 2009. Le même mois, à l'occasion du Salon du livre à Cracovie, le roman a obtenu le prix Goncourt : le choix polonais. L'ouvrage a été également récompensé par le prix du Roman d'entreprise », surnommé « prix Darcos ». Delphine de Vigan n'a pas souhaité se rendre à la remise de prix.

## Éditions
- Delphine de Vigan, Les Heures souterraines : roman, Paris, JC Lattès, 2009, 299 p. (ISBN 978-2-7096-3040-5, BNF 42001435)
- Delphine de Vigan, Les Heures souterraines, Paris, Librairie générale française, coll. « Le Livre de poche » (no 32095), 2011, 248 p. (ISBN 978-2-253-13421-3, BNF 42441148)
- Delphine de Vigan (auteur) et Marianne Épin (narratrice), Les Heures souterraines, Paris, Audiolib, 2010 (ISBN 978-2-35641-212-6, BNF 42123331)Support : 1 disque compact audio MP3 ; durée : 6 h environ ; référence éditeur : Audiolib 25 0248 2 ; narration suivie d'un entretien avec Delphine de Vigan.

## Traductions
- En espéranto sous le titre La horoj subteraj, traduction de Christian Rivière,  (ISBN 978-2-9547868-1-0)[5]

## Adaptations
Le livre est adapté dans le téléfilm Les Heures souterraines réalisé par Philippe Harel en 2014 et diffusé par la chaîne Arte en novembre 2015. Les rôles principaux sont interprétés par Marie-Sophie Ferdane, Mehdi Nebbou, Carolina Jurczak et Éric Savin. Le Festival télévisuel de Luchon lui décerne, en 2015, le Pyrénées d'Or du meilleur téléfilm et celui de la meilleure interprétation féminine pour Marie-Sophie Ferdane.
Au théâtre, le roman est adapté dans une pièce homonyme avec Anne Loiret et Thierry Frémont présentée au Théâtre de Paris en 2015.